# Coppa Europa di sci alpino 2018
La Coppa Europa di sci alpino 2018 è stata la 47ª edizione della manifestazione organizzata dalla Federazione Internazionale Sci. È iniziata per gli uomini il 5 dicembre 2017 a Fjätervålen in Svezia con un slalom speciale, mentre il 29 novembre si è inaugurata a Funäsdalen (ancora in Svezia) con uno slalom speciale la stagione femminile. La competizione si è conclusa il 18 marzo per gli uomini e il 17 marzo per le donne a Soldeu/El Tarter, in Andorra.
In campo maschile sono state disputate 36 delle 38 gare in programma (7 discese libere, 6 supergiganti, 10 slalom giganti, 10 slalom speciali, 2 combinate, 1 slalom parallelo), in 17 diverse località. L'austriaco Johannes Strolz si è aggiudicato la classifica generale; i suoi connazionali Christopher Neumayer, Christoph Krenn, Dominik Raschner e Daniel Danklmaier hanno vinto rispettivamente quelle di discesa libera, di supergigante, di slalom gigante e di combinata, il croato Matej Vidović quella di slalom speciale. Lo svizzero Gilles Roulin era il detentore uscente del trofeo generale.
In campo femminile sono state disputate 33 delle 35 gare in programma (6 discese libere, 6 supergiganti, 9 slalom giganti, 9 slalom speciali, 2 combinate, 1 slalom parallelo), in 15 diverse località. L'austriaca Nina Ortlieb si è aggiudicata la classifica generale; la sua connazionale Ariane Rädler ha vinto quella di discesa libera, la svedese Lisa Hörnblad quelle di supergigante e di combinata, le norvegesi Kristine Gjelsten Haugen e Thea Louise Stjernesund a pari merito quella di slalom gigante, la svizzera Aline Danioth quella di slalom speciale. La norvegese Kristina Riis-Johannessen era la detentrice uscente del trofeo generale.

## Uomini

### Risultati
| Data             | Località              | Nazione  | Spec. | Primo                    | Secondo                          | Terzo                             |
| ---------------- | --------------------- | -------- | ----- | ------------------------ | -------------------------------- | --------------------------------- |
| 5 dicembre 2017  | Fjätervålen           | Svezia   | SL    | Ramon Zenhäusern         | Reto Schmidiger                  | Marc Rochat                       |
| 6 dicembre 2017  | Fjätervålen           | Svezia   | SL    | Marc Rochat              | Robin Buffet                     | Dominik Stehle                    |
| 8 dicembre 2017  | Trysil                | Norvegia | GS    | Johannes Strolz          | Simon Maurberger                 | Thibaut Favrot                    |
| 9 dicembre 2017  | Trysil                | Norvegia | GS    | Johannes Strolz          | Alex Hofer                       | Sandro Jenal                      |
| 13 dicembre 2017 | Obereggen             | Italia   | SL    | Matej Vidović            | Marc Digruber                    | Clément Noël                      |
| 16 dicembre 2017 | Plan de Corones       | Italia   | PR    | Dominik Raschner         | Emil Johansson                   | Peder Dahlum Eide                 |
| 18 dicembre 2017 | Val di Fassa          | Italia   | SL    | Stefano Gross            | Federico Liberatore Tommaso Sala |                                   |
| 20 dicembre 2017 | Reiteralm             | Austria  | SG    | Niklas Köck              | Christoph Krenn                  | Gian Luca Barandun                |
| 21 dicembre 2017 | Reiteralm             | Austria  | SG    | Christoph Krenn          | Niklas Köck                      | Thomas Biesemeyer                 |
| 5 gennaio 2018   | Wengen                | Svizzera | SG    | annullata                | annullata                        | annullata                         |
| 6 gennaio 2018   | Wengen                | Svizzera | SG    | Emanuele Buzzi           | Stefan Rogentin                  | Patrick Schweiger                 |
| 10 gennaio 2018  | Saalbach-Hinterglemm  | Austria  | DH    | Daniel Hemetsberger      | Christopher Neumayer             | Daniel Danklmaier                 |
| 11 gennaio 2018  | Saalbach-Hinterglemm  | Austria  | DH    | Henrik Røa               | Christopher Neumayer             | Thomas Biesemeyer Tomas Markegård |
| 12 gennaio 2018  | Saalbach-Hinterglemm  | Austria  | KB    | Marco Pfiffner           | Daniel Danklmaier                | Sam Morse                         |
| 14 gennaio 2018  | Kirchberg in Tirol    | Austria  | GS    | Florian Eisath           | Sandro Jenal                     | Marco Odermatt                    |
| 15 gennaio 2018  | Kirchberg in Tirol    | Austria  | GS    | Alex Hofer               | Stefan Brennsteiner              | Dominik Raschner                  |
| 20 gennaio 2018  | Méribel               | Francia  | KB    | annullata                | annullata                        | annullata                         |
| 22 gennaio 2018  | Folgaria/Lavarone     | Italia   | GS    | Stefan Brennsteiner      | Marco Odermatt                   | Marcel Mathis                     |
| 23 gennaio 2018  | Folgaria/Lavarone     | Italia   | GS    | Marco Odermatt           | Tim Jitloff                      | Andrea Ballerin                   |
| 25 gennaio 2018  | Chamonix              | Francia  | SL    | Johannes Strolz          | Matej Vidović                    | Marc Rochat                       |
| 26 gennaio 2018  | Chamonix              | Francia  | SL    | Simon Maurberger         | Sebastian Holzmann               | Marc Rochat                       |
| 16 febbraio 2018 | Jaun                  | Svizzera | SL    | Matej Vidović            | Marc Rochat                      | Sebastian Holzmann                |
| 17 febbraio 2018 | Jaun                  | Svizzera | SL    | Marc Rochat              | Matej Vidović                    | Dominik Stehle                    |
| 20 febbraio 2018 | Sarentino             | Italia   | DH    | Stian Saugestad          | Christian Walder                 | Davide Cazzaniga                  |
| 21 febbraio 2018 | Sarentino             | Italia   | DH    | Adrian Smiseth Sejersted | Werner Heel                      | Johannes Kröll                    |
| 21 febbraio 2018 | Sarentino             | Italia   | KB    | Johannes Strolz          | Frederic Berthold                | Daniel Danklmaier                 |
| 22 febbraio 2018 | Sarentino             | Italia   | SG    | Gian Luca Barandun       | Mauro Caviezel                   | Daniel Danklmaier                 |
| 23 febbraio 2018 | Sarentino             | Italia   | SG    | Christian Walder         | Christopher Neumayer             | Nils Allègre                      |
| 26 febbraio 2018 | Sankt Moritz          | Svizzera | GS    | Thibaut Favrot           | Thomas Tumler                    | Samu Torsti                       |
| 27 febbraio 2018 | Sankt Moritz          | Svizzera | GS    | Thomas Tumler            | Marco Odermatt                   | Giulio Bosca                      |
| 5 marzo 2018     | Lillehammer Kvitfjell | Norvegia | DH    | Adrian Smiseth Sejersted | Urs Kryenbühl                    | Werner Heel                       |
| 6 marzo 2018     | Lillehammer Kvitfjell | Norvegia | DH    | Christopher Neumayer     | Urs Kryenbühl                    | Christoph Krenn                   |
| 10 marzo 2018    | Berchtesgaden         | Germania | GS    | Timon Haugan             | Marco Odermatt                   | Marc Rochat                       |
| 11 marzo 2018    | Berchtesgaden         | Germania | SL    | Marc Rochat              | Matej Vidović                    | Tommaso Sala                      |
| 14 marzo 2018    | Soldeu/El Tarter      | Andorra  | GS    | Dominik Raschner         | Giulio Bosca                     | Andrea Ballerin                   |
| 15 marzo 2018    | Soldeu/El Tarter      | Andorra  | SL    | Christian Hirschbühl     | Dominik Stehle                   | Matej Vidović                     |
| 16 marzo 2018    | Soldeu/El Tarter      | Andorra  | SG    | Stefan Rogentin          | Nils Allègre                     | Gian Luca Barandun                |
| 18 marzo 2018    | Soldeu/El Tarter      | Andorra  | DH    | Otmar Striedinger        | Urs Kryenbühl                    | Ralph Weber                       |

Legenda:

DH = discesa libera

SG = supergigante

GS = slalom gigante

SL = slalom speciale

KB = combinata

PR = slalom parallelo

### Classifiche

#### Generale
| Pos. | Nome                 | Nazione  | Punti |
| ---- | -------------------- | -------- | ----- |
| 1    | Johannes Strolz      | Austria  | 917   |
| 2    | Dominik Raschner     | Austria  | 862   |
| 3    | Marc Rochat          | Svizzera | 624   |
| 4    | Matej Vidović        | Croazia  | 612   |
| 5    | Marco Odermatt       | Svizzera | 610   |
| 6    | Christopher Neumayer | Austria  | 578   |
| 7    | Simon Maurberger     | Italia   | 551   |
| 8    | Daniel Danklmaier    | Austria  | 545   |
| 9    | Christoph Krenn      | Austria  | 506   |
| 10   | Urs Kryenbühl        | Svizzera | 433   |

#### Discesa libera
| Pos. | Nome                     | Nazione  | Punti |
| ---- | ------------------------ | -------- | ----- |
| 1    | Christopher Neumayer     | Austria  | 346   |
| 2    | Werner Heel              | Italia   | 333   |
| 3    | Urs Kryenbühl            | Svizzera | 322   |
| 4    | Adrian Smiseth Sejersted | Norvegia | 266   |
| 5    | Daniel Hemetsberger      | Austria  | 242   |

#### Supergigante
| Pos. | Nome               | Nazione  | Punti |
| ---- | ------------------ | -------- | ----- |
| 1    | Christoph Krenn    | Austria  | 292   |
| 2    | Gian Luca Barandun | Svizzera | 254   |
| 3    | Stefan Rogentin    | Svizzera | 362   |
| 4    | Emanuele Buzzi     | Italia   | 201   |
| 5    | Daniel Danklmaier  | Austria  | 194   |

#### Slalom gigante
| Pos. | Nome             | Nazione  | Punti |
| ---- | ---------------- | -------- | ----- |
| 1    | Dominik Raschner | Austria  | 540   |
| 2    | Marco Odermatt   | Svizzera | 500   |
| 3    | Johannes Strolz  | Austria  | 345   |
| 4    | Alex Hofer       | Italia   | 317   |
| 5    | Simon Maurberger | Italia   | 310   |

#### Slalom speciale
| Pos. | Nome            | Nazione  | Punti |
| ---- | --------------- | -------- | ----- |
| 1    | Matej Vidović   | Croazia  | 612   |
| 2    | Marc Rochat     | Svizzera | 560   |
| 3    | Johannes Strolz | Austria  | 467   |
| 4    | Tommaso Sala    | Italia   | 393   |
| 5    | Dominik Stehle  | Germania | 384   |

#### Combinata
| Pos. | Nome                 | Nazione       | Punti |
| ---- | -------------------- | ------------- | ----- |
| 1    | Daniel Danklmaier    | Austria       | 140   |
| 2    | Marco Pfiffner       | Liechtenstein | 100   |
| 2    | Johannes Strolz      | Austria       | 100   |
| 4    | Frederic Berthold    | Austria       | 80    |
| 5    | Christopher Neumayer | Austria       | 68    |

## Donne

### Risultati
| Data                | Località                          | Nazione  | Spec. | Prima                    | Seconda                  | Terza                           |
| ------------------- | --------------------------------- | -------- | ----- | ------------------------ | ------------------------ | ------------------------------- |
| 29 novembre 2017    | Funäsdalen                        | Svezia   | SL    | Katharina Liensberger    | Katharina Gallhuber      | Marina Wallner                  |
| 30 novembre 2017    | Funäsdalen                        | Svezia   | SL    | Marina Wallner           | Katharina Gallhuber      | Ylva Stålnacke                  |
| 3 dicembre 2017     | Lillehammer Hafjell               | Norvegia | GS    | Estelle Alphand          | Katharina Liensberger    | Vanessa Kasper                  |
| 4 dicembre 2017     | Lillehammer Hafjell               | Norvegia | GS    | Meta Hrovat              | Mina Fürst Holtmann      | Katharina Liensberger           |
| 7-8 dicembre 2017   | Lillehammer Kvitfjell             | Norvegia | GS    | Vanessa Kasper           | Kristine Gjelsten Haugen | Katharina Liensberger           |
| 8 dicembre 2017     | Lillehammer Kvitfjell             | Norvegia | KB    | Franziska Gritsch        | Meta Hrovat              | Chiara Mair                     |
| 9 dicembre 2017     | Lillehammer Kvitfjell             | Norvegia | SG    | Kajsa Vickhoff Lie       | Chiara Mair              | Marie Massios                   |
| 14-15 dicembre 2017 | Andalo                            | Italia   | GS    | Meta Hrovat              | Simone Wild              | Rahel Kopp                      |
| 15 dicembre 2017    | Andalo                            | Italia   | GS    | annullata                | annullata                | annullata                       |
| 16 dicembre 2017    | Plan de Corones                   | Italia   | PR    | Aline Danioth            | Mireia Gutiérrez         | Magdalena Fjällström            |
| 21 dicembre 2017    | Val di Fassa/Passo San Pellegrino | Italia   | DH    | Juliana Suter            | Christina Ager           | Anna Hofer                      |
| 21 dicembre 2017    | Val di Fassa/Passo San Pellegrino | Italia   | DH    | Juliana Suter            | Anna Hofer               | Noémie Kolly                    |
| 11 gennaio 2018     | Innerkrems                        | Austria  | KB    | Lisa Hörnblad            | Nadine Fest              | Chiara Mair                     |
| 11 gennaio 2018     | Innerkrems                        | Austria  | SG    | Franziska Gritsch        | Lisa Hörnblad            | Nina Ortlieb                    |
| 11 gennaio 2018     | Innerkrems                        | Austria  | SG    | Nina Ortlieb             | Lisa Hörnblad            | Nadine Fest Elisabeth Reisinger |
| 13 gennaio 2018     | Zell am See                       | Austria  | SL    | Magdalena Fjällström     | Marina Wallner           | Ylva Stålnacke                  |
| 14 gennaio 2018     | Zell am See                       | Austria  | SL    | Marina Wallner           | Aline Danioth            | Nastasia Noens                  |
| 16 gennaio 2018     | Altenmarkt-Zauchensee             | Austria  | SG    | Lisa Hörnblad            | Nadine Fest              | Elisabeth Reisinger             |
| 17 gennaio 2018     | Altenmarkt-Zauchensee             | Austria  | DH    | annullata                | annullata                | annullata                       |
| 25 gennaio 2018     | Melchsee-Frutt                    | Svizzera | SL    | Anna Swenn Larsson       | Aline Danioth            | Charlotta Säfvenberg            |
| 26 gennaio 2018     | Melchsee-Frutt                    | Svizzera | SL    | Charlotta Säfvenberg     | Kristine Gjelsten Haugen | Roberta Midali                  |
| 17 febbraio 2018    | Bad Wiessee                       | Germania | SL    | Charlotta Säfvenberg     | Kristine Gjelsten Haugen | Roberta Midali                  |
| 18 febbraio 2018    | Bad Wiessee                       | Germania | SL    | Charlotta Säfvenberg     | Kristine Gjelsten Haugen | Aline Danioth                   |
| 26 febbraio 2018    | Crans-Montana                     | Svizzera | DH    | Ariane Rädler            | Christine Scheyer        | Priska Nufer                    |
| 27 febbraio 2018    | Crans-Montana                     | Svizzera | DH    | Priska Nufer             | Lisa Hörnblad            | Lin Ivarsson                    |
| 28 febbraio 2018    | Crans-Montana                     | Svizzera | SG    | Jasmine Flury            | Nina Ortlieb             | Tina Weirather                  |
| 28 febbraio 2018    | Crans-Montana                     | Svizzera | DH    | Ariane Rädler            | Nina Ortlieb             | Martina Rettenwender            |
| 1º marzo 2018       | Zinal                             | Svizzera | GS    | Thea Louise Stjernesund  | Katharina Liensberger    | Aline Danioth                   |
| 2 marzo 2018        | Zinal                             | Svizzera | GS    | Katharina Liensberger    | Aline Danioth            | Thea Louise Stjernesund         |
| 8 marzo 2018        | La Molina                         | Spagna   | GS    | Thea Louise Stjernesund  | Kristine Gjelsten Haugen | Rahel Kopp                      |
| 9 marzo 2018        | La Molina                         | Spagna   | GS    | Nina Ortlieb             | Magdalena Fjällström     | Thea Louise Stjernesund         |
| 13 marzo 2018       | Soldeu/El Tarter                  | Andorra  | DH    | Ariane Rädler            | Michaela Heider          | Nina Ortlieb                    |
| 14 marzo 2018       | Soldeu/El Tarter                  | Andorra  | SG    | Ariane Rädler            | Nina Ortlieb             | Lisa Hörnblad                   |
| 16 marzo 2018       | Soldeu/El Tarter                  | Andorra  | GS    | Kristine Gjelsten Haugen | Maryna Gąsienica-Daniel  | Jasmina Suter                   |
| 17 marzo 2018       | Soldeu/El Tarter                  | Andorra  | SL    | Joséphine Forni          | Nastasia Noens           | Thea Louise Stjernesund         |

Legenda:

DH = discesa libera

SG = supergigante

GS = slalom gigante

SL = slalom speciale

KB = combinata

PR = slalom parallelo

### Classifiche

#### Generale
| Pos. | Nome                     | Nazione  | Punti |
| ---- | ------------------------ | -------- | ----- |
| 1    | Nina Ortlieb             | Austria  | 949   |
| 2    | Kristine Gjelsten Haugen | Norvegia | 863   |
| 3    | Lisa Hörnblad            | Svezia   | 798   |
| 4    | Aline Danioth            | Svizzera | 765   |
| 5    | Ariane Rädler            | Austria  | 719   |
| 6    | Thea Louise Stjernesund  | Norvegia | 700   |
| 7    | Nadine Fest              | Austria  | 663   |
| 8    | Magdalena Fjällström     | Svezia   | 640   |
| 9    | Franziska Gritsch        | Austria  | 599   |
| 10   | Rahel Kopp               | Svizzera | 517   |

#### Discesa libera
| Pos. | Nome                 | Nazione  | Punti |
| ---- | -------------------- | -------- | ----- |
| 1    | Ariane Rädler        | Austria  | 376   |
| 2    | Nina Ortlieb         | Austria  | 311   |
| 3    | Lisa Hörnblad        | Svezia   | 250   |
| 4    | Juliana Suter        | Svizzera | 247   |
| 5    | Martina Rettenwender | Austria  | 246   |

#### Supergigante
| Pos. | Nome               | Nazione  | Punti |
| ---- | ------------------ | -------- | ----- |
| 1    | Lisa Hörnblad      | Svezia   | 388   |
| 2    | Nina Ortlieb       | Austria  | 272   |
| 3    | Nadine Fest        | Austria  | 285   |
| 4    | Ariane Rädler      | Austria  | 267   |
| 5    | Kajsa Vickhoff Lie | Norvegia | 201   |

#### Slalom gigante
| Pos. | Nome                     | Nazione  | Punti |
| ---- | ------------------------ | -------- | ----- |
| 1    | Kristine Gjelsten Haugen | Norvegia | 446   |
| 1    | Thea Louise Stjernesund  | Norvegia | 446   |
| 3    | Katharina Liensberger    | Austria  | 380   |
| 4    | Rahel Kopp               | Svizzera | 331   |
| 5    | Magdalena Fjällström     | Svezia   | 327   |

#### Slalom speciale
| Pos. | Nome                     | Nazione  | Punti |
| ---- | ------------------------ | -------- | ----- |
| 1    | Aline Danioth            | Svizzera | 552   |
| 2    | Marina Wallner           | Germania | 420   |
| 3    | Kristine Gjelsten Haugen | Norvegia | 393   |
| 4    | Charlotta Säfvenberg     | Svezia   | 356   |
| 5    | Magdalena Fjällström     | Svezia   | 313   |

#### Combinata
| Pos. | Nome               | Nazione  | Punti |
| ---- | ------------------ | -------- | ----- |
| 1    | Lisa Hörnblad      | Svezia   | 140   |
| 2    | Chiara Mair        | Austria  | 120   |
| 3    | Franziska Gritsch  | Austria  | 100   |
| 4    | Nathalie Gröbli    | Svizzera | 95    |
| 5    | Kajsa Vickhoff Lie | Norvegia | 90    |